# Oceanisch kampioenschap voetbal vrouwen 1983
Het OFC Vrouwen Kampioenschap 1983 was de eerste editie van het OFC Vrouwen Kampioenschap. Het toernooi werd gehouden van 28 november tot en met 14 december 1983 en vond plaats in Nouméa, de hoofdstad van Nieuw-Caledonië. Het werd gewonnen door Nieuw-Zeeland.
Het toernooi met vier deelnemers werd in een groepsfase afgewerkt, waarbij elk team één keer tegen de drie andere deelnemers uitkwam. De nummers één en twee van de groep speelden in een finale wedstrijd om de titel.

## Teams
- Australië
- Fiji
- Nieuw-Caledonië
- Nieuw-Zeeland

## Groepsfase
| Land            | Wed | Win | Gel | Ver | DV | DT | +/− | Pnt |
| --------------- | --- | --- | --- | --- | -- | -- | --- | --- |
| Nieuw-Zeeland   | 3   | 2   | 1   | 0   | 21 | 1  | 20  | 5   |
| Australië       | 3   | 2   | 1   | 0   | 18 | 0  | 18  | 5   |
| Nieuw-Caledonië | 3   | 1   | 0   | 2   | 2  | 11 | −9  | 2   |
| Fiji            | 3   | 0   | 0   | 3   | 1  | 30 | −29 | 0   |

## Wedstrijdresultaten
28 november 1983
| Nieuw-Caledonië | 2-0* | Fiji      |  |
| Nieuw-Zeeland   | 0-0  | Australië |  |

*: de uitslag is niet zeker
30 november 1983
| Australië     | 5-0  | Nieuw-Caledonië |  |
| Nieuw-Zeeland | 15-1 | Fiji            |  |

2 december 1983
| Australië     | 13-0 | Fiji            |  |
| Nieuw-Zeeland | 6-0  | Nieuw-Caledonië |  |

## Finale
4 december 1983
| Nieuw-Zeeland | 3-2 nv | Australië |  |

| Kampioen: Nieuw-Zeeland (1e titel) |